# روبن دوندو
روبن دوندو (انگلیسی: Rubén Dundo؛ زادهٔ ۱۶ دسامبر ۱۹۶۷) بازیکن فوتبال اهل آرژانتین است.